# Серро-Навія
Серро-Навія (ісп. Cerro Navia) — комуна в Чилі. Одна з міських комун міста Сантьяго. Входить до складу провінції Сантьяго і Столичного регіону.
Територія — 11 км². Чисельність населення - 132 622 осіб (2017). Щільність населення - 12 056,5 чол./км².

## Розташування
Комуна розташована на північному заході міста Сантьяго.
Комуна межує:
- на півночі - з комуною Ренка
- на сході — з комуною Кінта-Нормаль
- на півдні - з комуною Ло-Прадо
- на південному заході - з комуною Пудауель